# Valencia de Alcántara
Valencia de Alcántara es un municipio español de la provincia de Cáceres, en la comunidad autónoma de Extremadura. Comprende la villa del mismo nombre y varias pedanías como Alcorneo, El Pino o Las Huertas de Cansa. Con 5196 habitantes (INE 2024), es la capital del partido judicial de Valencia de Alcántara y de la mancomunidad Sierra de San Pedro.
La localidad, que posee el título de "Muy noble, antigua y leal Villa", limita con Portugal y la provincia de Badajoz. Su proximidad a la frontera lusa dio a Valencia de Alcántara una gran importancia histórica en la Edad Moderna. Entre 1644 y 1668 Valencia de Alcántara fue ocupado por el Reino de Portugal, y entre el siglo XVII y el siglo XVIII se construyeron los monumentos más importantes de la localidad, si bien el municipio es más conocido por sus dólmenes prehistóricos.

## Toponimia
Actualmente existe una verdadera polémica en torno al gentilicio de la localidad, por cuanto la elección de este derivaría en cambios históricos. Por un lado, algunos historiadores sostienen que, según los estudios de Tito Livio, la Valencia de Alcántara que hoy conocemos tuvo su origen en una localidad romana denominada Valentia, por lo que sería más conveniente la utilización del gentilicio de valentinos. Por otro lado, aquellos historiadores e investigadores que abogan por la inexistencia de esta localidad romana, derivando los estudios de Tito Livio hacia la localidad de Valencia del Cid, defienden el uso de valencianos, que es el que se tiene en estos momentos por más usado. Sin embargo, en los últimos años, y a raíz de nuevas investigaciones, se ha venido por afirmar definitivamente la existencia de la Valentia romana como núcleo cercano a la Valencia de Alcántara actual.

## Símbolos
El sínople (verde) de la Cruz de Alcántara, la poderosa Orden Militar de Caballería que liberó a estas tierras del dominio árabe y dio a la villa la importancia que tuvo en la Edad Media, el gules (rojo) del fondo del blasón del castillo y las dos llaves, rojo de sangre vertida por tantos vecinos en defensa de la plaza fuerte entonces y en luchas y guerras posteriores, el azur (azul) de las aguas de la emblemática Rivera de Avid, defensora también de los baluartes del recinto amurallado, aguas en las que tantos nativos mojaron sus cuerpos, son los colores que en franjas verticales (lo vertical es deseo de subir, de trepar, de progresar), constituyen la bandera oficial, símbolo ya de Valencia de Alcántara, colores que separados por estrechas franjas del blanco de la paz y la armonía simbolizan toda la grandeza del patrimonio histórico, reunido en los más de 2000 años de existencia en el enclave de la vieja Lusitania.

## Geografía
Está situada en el extremo más occidental. Su núcleo urbano principal dista 14 kilómetros de la frontera con Portugal, 92 de Cáceres por la carretera nacional N-521, 10 de San Vicente de Alcántara por la EX-110 y 80 de Badajoz por la misma carretera.
Es cabeza de partido judicial. En una parte de su extenso término municipal se encuentra la llamada "Campiña", con sus diez aldeas: El Pino, Las Huertas de Cansa, San Pedro de los Majarretes, Las Casiñas, La Aceña de la Borrega, Alcorneo, Las Lanchuelas, La Fontañera y Jola, así como otros pequeños caseríos.
| Noroeste: Pombal                | Norte: Carbajo              | Nordeste: Membrio                 |
| Oeste: Santo Antonio das Areias |                             | Este: Herreruela                  |
| Suroeste: Las Huertas de Cansa  | Sur: La Aceña de la Borrega | Sureste: San Vicente de Alcántara |

### Hidrografía
La mayor parte del territorio municipal está drenado por la red fluvial del Tajo, presidida por el Sever (nace en la sierra de San Mamede y forma frontera natural con Portugal, antes de llegar al Tajo, en Cedillo). A él conduce sus aguas el río Alburrel, quien a su vez recibe al Alpotrel y la rivera de Avid que atraviesa la villa, a excepción de las pedanías de Alcorneo, Aceña de la Borrega y Jola, que pertenecen a la Confederación del Guadiana.

### Orografía

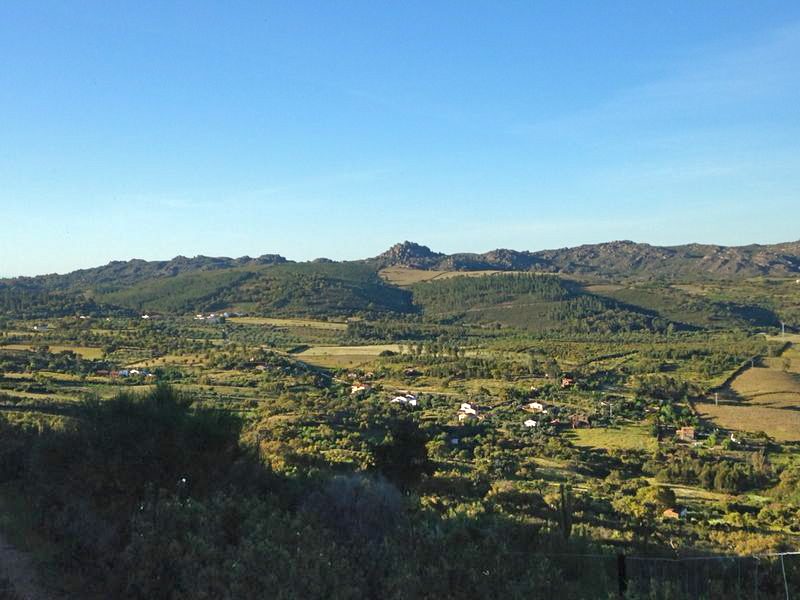
Paisaje en los alrededores de La Aceña de la Borrega

El entorno natural existente en Valencia de Alcántara encierra uno de los parajes más representativos del bosque extremeño, estando su territorio bordeado por la sierra Fría, situado en las últimas estribaciones de la sierra de San Pedro y junto con la vecina sierra de San Mamede en Portugal forman el extremo más occidental de los Montes de Toledo. Su relieve se define por una sucesión de alineaciones residuales bajas y estrechas, entre las que se intercalan amplias zonas llanas donde se muestra el característico espacio adehesado extremeño. Los factores físicos más adversos se concretan en las fuertes pendientes provocadas por estas alineaciones y por el profundo encajamiento de la red fluvial, que da lugar a áreas de riveros.

### Clima
El clima presenta características mediterráneas, con indudables influencias atlánticas, propiciadas por la posición occidental de la población y recibidas a través de la portilla abierta por el Sever, lo cual condiciona el desarrollo de las actividades agrarias. Las precipitaciones medias anuales superan los 600 l. que se recogen del otoño a la primavera. Las temperaturas son calurosas en verano con 24 grados de media y suaves en invierno con 12,2 grados. La localidad tiene un clima mediterráneo de tipo Csa (templado con verano seco y caluroso) según la clasificación climática de Köppen.
| Parámetros climáticos promedio de Valencia de Alcántara en el periodo 1961-2003 | Parámetros climáticos promedio de Valencia de Alcántara en el periodo 1961-2003 | Parámetros climáticos promedio de Valencia de Alcántara en el periodo 1961-2003 | Parámetros climáticos promedio de Valencia de Alcántara en el periodo 1961-2003 | Parámetros climáticos promedio de Valencia de Alcántara en el periodo 1961-2003 | Parámetros climáticos promedio de Valencia de Alcántara en el periodo 1961-2003 | Parámetros climáticos promedio de Valencia de Alcántara en el periodo 1961-2003 | Parámetros climáticos promedio de Valencia de Alcántara en el periodo 1961-2003 | Parámetros climáticos promedio de Valencia de Alcántara en el periodo 1961-2003 | Parámetros climáticos promedio de Valencia de Alcántara en el periodo 1961-2003 | Parámetros climáticos promedio de Valencia de Alcántara en el periodo 1961-2003 | Parámetros climáticos promedio de Valencia de Alcántara en el periodo 1961-2003 | Parámetros climáticos promedio de Valencia de Alcántara en el periodo 1961-2003 | Parámetros climáticos promedio de Valencia de Alcántara en el periodo 1961-2003 |
| Mes | Ene.                                                                            | Feb.                                                                            | Mar.                                                                            | Abr.                                                                            | May.                                                                            | Jun.                                                                            | Jul.                                                                            | Ago.                                                                            | Sep.                                                                            | Oct.                                                                            | Nov.                                                                            | Dic.                                                                            | Anual                                                                           |
| --- | ------------------------------------------------------------------------------- | ------------------------------------------------------------------------------- | ------------------------------------------------------------------------------- | ------------------------------------------------------------------------------- | ------------------------------------------------------------------------------- | ------------------------------------------------------------------------------- | ------------------------------------------------------------------------------- | ------------------------------------------------------------------------------- | ------------------------------------------------------------------------------- | ------------------------------------------------------------------------------- | ------------------------------------------------------------------------------- | ------------------------------------------------------------------------------- | ------------------------------------------------------------------------------- |
| Temp. media (°C) | 7.8                                                                             | 8.8                                                                             | 11.4                                                                            | 13.2                                                                            | 16.5                                                                            | 21.0                                                                            | 24.8                                                                            | 24.7                                                                            | 21.4                                                                            | 16.3                                                                            | 11.1                                                                            | 8.1                                                                             | 15.4                                                                            |
| Precipitación total (mm) | 81.3                                                                            | 72.8                                                                            | 55.9                                                                            | 54.3                                                                            | 41.0                                                                            | 24.1                                                                            | 6.8                                                                             | 6.8                                                                             | 30.8                                                                            | 77.0                                                                            | 89.1                                                                            | 89.2                                                                            | 629.1                                                                           |
| Fuente: Ministerio de Agricultura, Alimentación y Medio Ambiente. Datos de precipitación para el periodo 1961-2003 y de temperatura para el periodo 1963-2003 en Valencia de Alcántara 23 de octubre de 2012 |                                                                                 |                                                                                 |                                                                                 |                                                                                 |                                                                                 |                                                                                 |                                                                                 |                                                                                 |                                                                                 |                                                                                 |                                                                                 |                                                                                 |                                                                                 |

### Geología
En cuanto a la geología de la zona, la localidad se encuentra situada sobre el batolito granítico de Valencia de Alcántara (grandes “canchales” graníticos con enormes bloques en bolas cubiertos de líquenes y musgos que dan un tono singular al paisaje). Además, afloran otros materiales en los alrededores como las pizarras paleozoicas y precámbricas de morfología ondulada y los escarpados crestones cuarcíticos de Puerto Roque (que datan del período ordovícico) con dirección sureste-noroeste y que constituyen un paisaje característico de gran belleza.
Respecto a los suelos, son de carácter ácido, debido a la descomposición de los silicatos que constituyen los minerales que forman las rocas. Así, los suelos son pobres y de poca profundidad. Por otra parte destacan los entisuelos procedentes de la meteorización de las rocas por los ríos y riveras, siendo estos últimos más fértiles. Por último, se ha de destacar la existencia de las denominadas tierras pardas, procedentes de la descomposición de los feldespatos y que constituyen el biotopo característico del helecho y del castaño.

## Historia

### Prehistoria

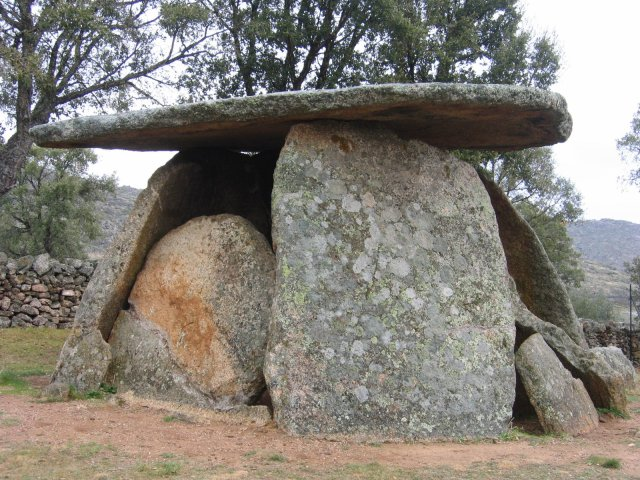
Dolmen del Mellizo

El actual término municipal de Valencia de Alcántara ha experimentado un poblamiento continuado a lo largo de los distintos periodos de la historia, entendiendo como historia toda aquella manifestación a la que directa o indirectamente está ligado el hombre. Dicho poblamiento ha dejado sus huellas más tempranas en la Prehistoria.
Así, los primeros restos materiales encontrados en la zona de Valencia de Alcántara se asocian al Paleolítico en sus diferentes fases. Sin embargo, fue la revolución neolítica y el nacimiento de las primeras y primitivas formas civilizatorias las que dejaron una mayor impronta en forma de unas estructuras funerarias de carácter cultural y con un marcado carácter territorial como son los dólmenes.
Estas construcciones, en las que grupos humanos que poseían ya una visión de trascendencia, llevaron a cabo enterramientos tanto individuales como colectivos con la intención de marcar el territorio con los cadáveres de sus antepasados, forman hoy uno de los conjuntos megalíticos más importantes de Europa y con sus 41 dólmenes fue declarado en 1992 Bien Cultural con categoría de zona arqueológica. A la importancia simbólica y cultural de estas construcciones se une la importante colección de ajuares a ellos asociados que nos hablan de las formas de vida de esos grupos humanos que se abrían lentamente a la complejidad social.

### Edad Antigua

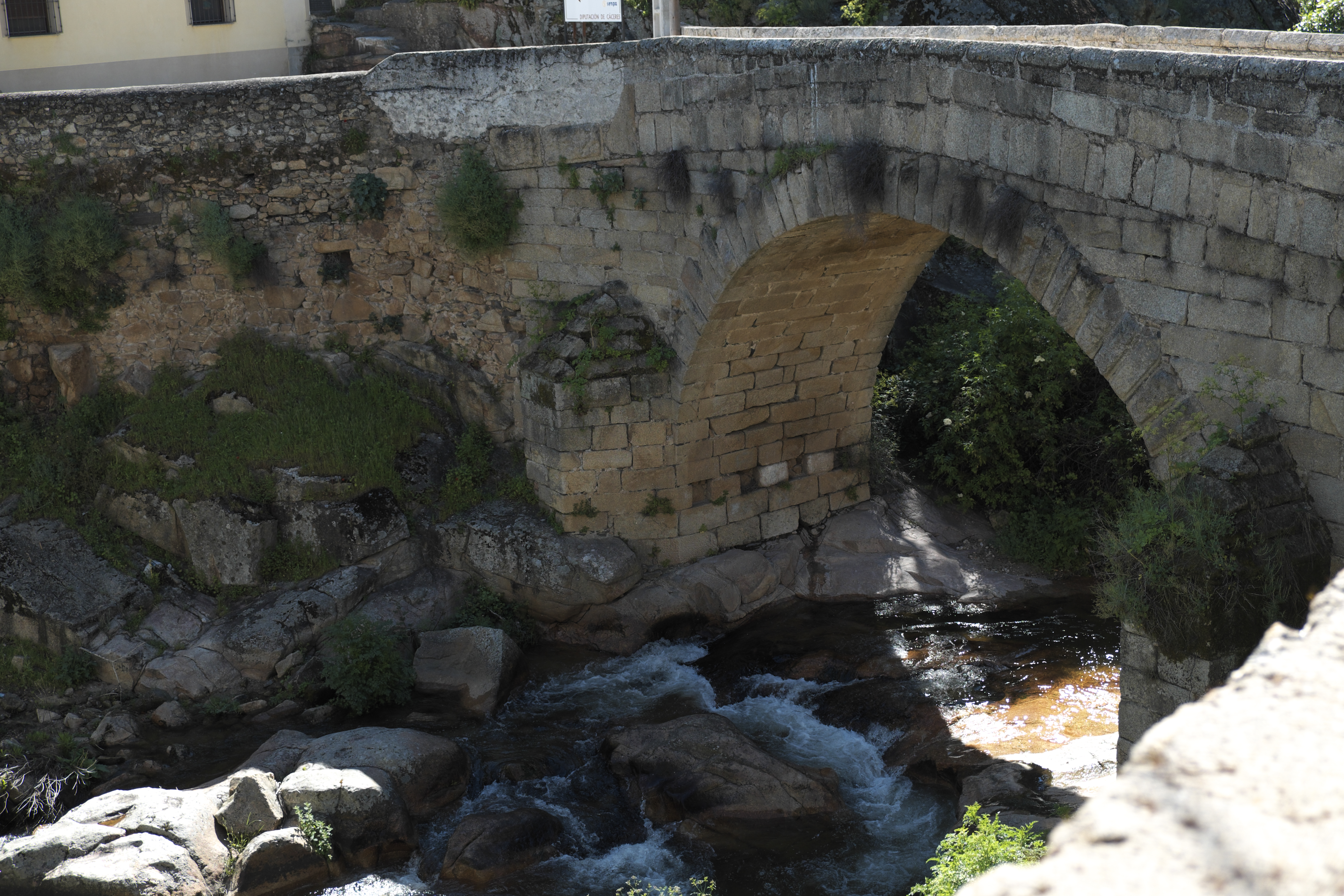
Puente de origen romano en Valencia de Alcántara

La fundación de Valencia de Alcántara ha sido popularmente considerada, no sin importantes cargas subjetivas, como parte de las Guerras Lusitanas, que enfrentaron a los pastores-soldados lusitanos del caudillo Viriato contra la ocupación romana. En sus relatos narrativos, los historiadores romanos recogen que, tras la rendición de Táutalo, sucesor de Viriato, el procónsul romano Quinto Servilio Cepión les cedió tierras donde establecerse de forma sedentaria y controlada. A esto añade Tito Livio que el propio sucesor de Cepión, Décimo Junio Bruto Galaico, fundó una ciudad llamada «Valentia» donde asentar a los veteranos de la guerra.
La interpretación de las palabras de Livio ha sido objeto de una importante controversia historiográfica, ya que tradicionalmente se ha optado por creer que estos veteranos no eran otros que los propios combatientes lusitanos, volviendo las acciones de Cepión y Bruto una sola gestión compartida. Debido a la lejanía geográfica de la Valencia a orillas del Mediterráneo -colonia romana y parte de la vía Augusta- y de la ausencia de descripciones históricas existentes, historiadores afines a esta corriente han interpretado que la misteriosa Valentia no sería sino Valencia de Alcántara, ubicada en las familiares tierras lusitanas, o puede que incluso en la moderna Valença do Minho en Portugal, en territorios galaicos posteriormente conquistados por Bruto. Sin embargo, la opinión moderna es que el texto se refiere a los veteranos del ejército romano, siendo entonces mucho más probable la opción valenciana como colonia militar de Bruto. Respalda esta idea que los nombres de las otras dos Valencias datan de una época mucho más tardía, alrededor del siglo XIII.
De cualquier manera, los habitantes de Valencia de Alcántara defienden el origen de la ciudad durante el siglo I de nuestra era y su fundación por los veteranos romanizados del ejército de Viriato, señalando para ello los restos romanos encontrados en los alrededores de la ciudad, como puentes, acueductos y fuentes, así como su emplazamiento en antiguo territorio lusitano y vetón.

### Edad Media

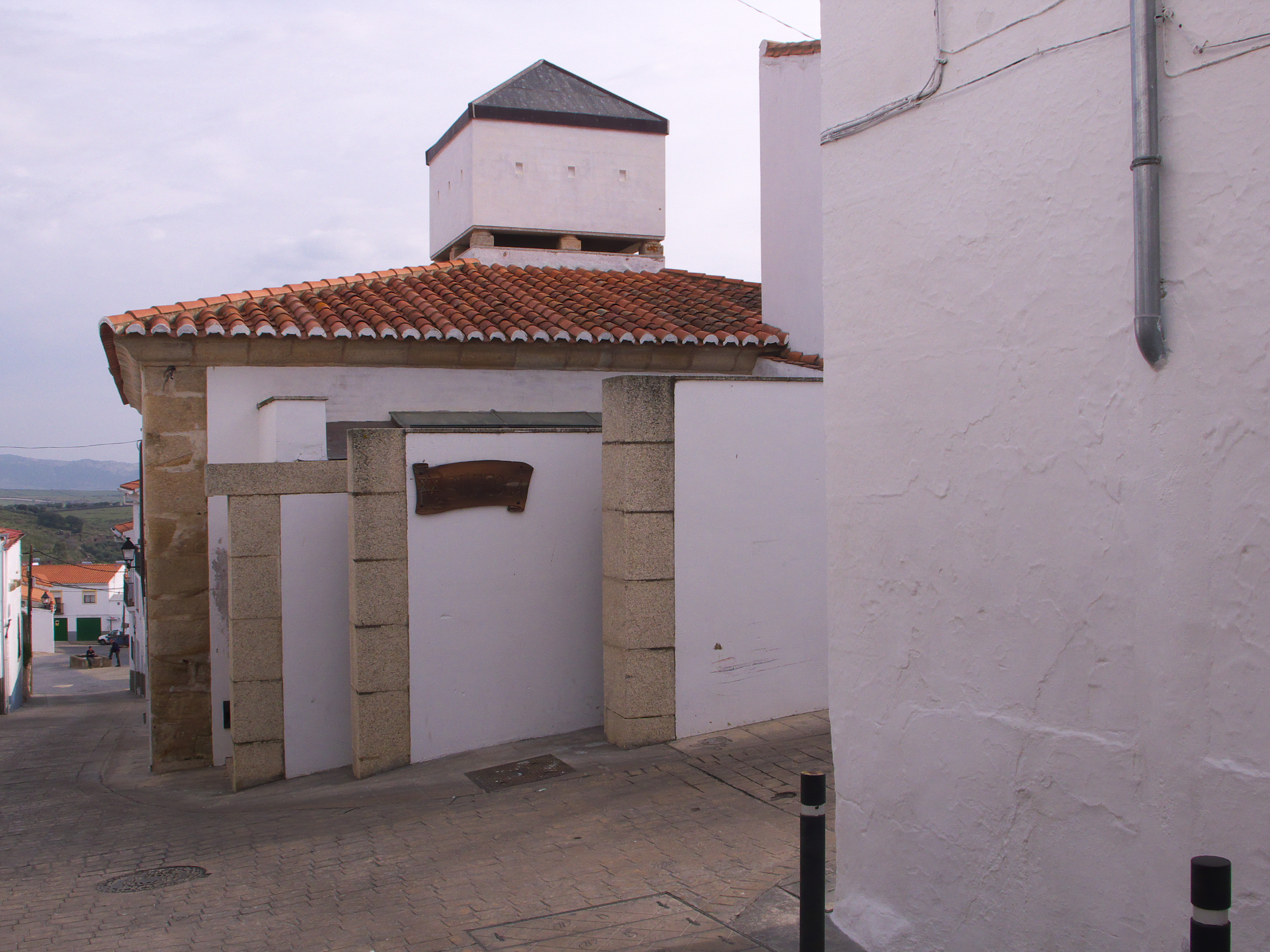
Sinagoga de Valencia de Alcántara

La crisis en la que se vieron inmersas las estructuras del Imperio Romano a partir del siglo III facilitó la instalación, violenta o no, de pueblos invasores en su solar como colofón a un proceso de migración anterior. De entre estos pueblos el visigodo fue el que terminaría alcanzando la hegemonía en la península, incluida la antigua provincia de Lusitania. En Valencia de Alcántara dicha presencia aparece reflejada en el registro arqueológico y constata la continuidad poblacional tras la caída definitiva del Imperio, continuidad que se prolongaría con la dominación musulmana.
Sin embargo, sería tras la reconquista de la plaza por la orden de Alcántara, en torno al segundo cuarto del siglo XIII, cuando esta iría adquiriendo las características que definitivamente alcanzaría en los siglos XVI y XVII. Al igual que otras poblaciones de la actual provincia de Cáceres, en Valencia de Alcántara llegarían a convivir tres civilizaciones de forma pacífica hasta que los criterios de pureza de sangre se impusieron con el decreto de expulsión de los judíos de 1492.
Esta expulsión no evitó, por el contrario, que el legado judío llegara hasta nuestros días gracias a la conservación de un barrio gótico en el que adquiere especial relevancia la sinagoga de la localidad, centro de la vida social y religiosa de la población judía que residía en la localidad. El valor de este importante conjunto encontró su reconocimiento en 1997 con su declaración como Bien de Interés Cultural con la categoría de Conjunto Histórico.

### Edad Moderna

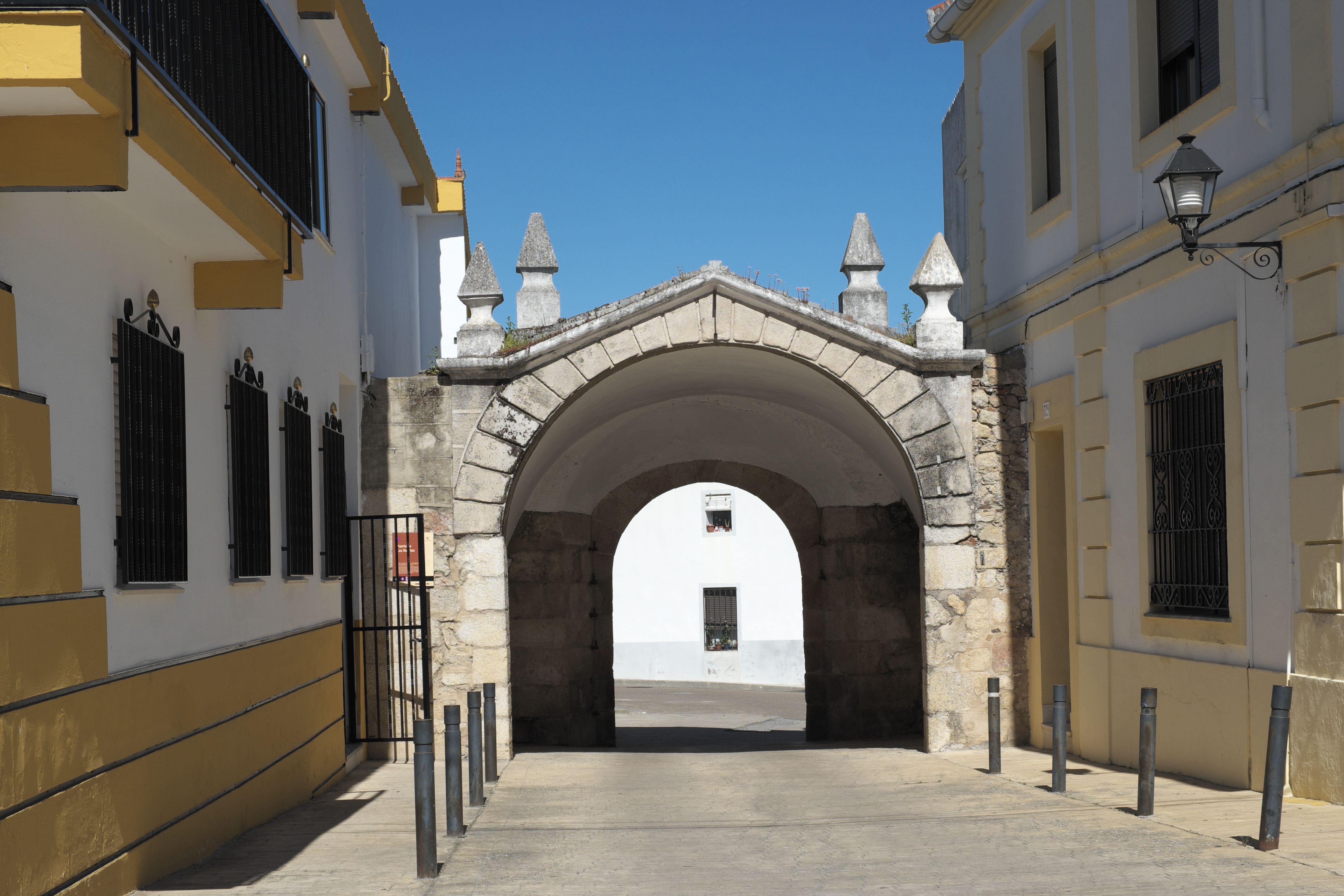
Puerta de las Huertas

El siglo XV encabeza la transición del Medievo a la Edad Moderna y es en este siglo donde un acontecimiento, la boda en la iglesia de Rocamador de Isabel, hija de los Reyes Católicos, con Manuel el Afortunado, rey de Portugal, marcará el inicio de unas relaciones fronterizas que serán centrales en el despegue urbanístico de Valencia de Alcántara y en su importancia como plaza fronteriza de gran interés estratégico. De esta forma, Valencia de Alcántara se verá indisolublemente unida a las variables y complejas relaciones con el reino vecino de Portugal. De hecho, será la unión de Portugal (1581-1640) a las coronas hispánicas de los Austrias la que propicie el paso de Felipe II por las proximidades de la villa en 1580, y los intentos por romper dicha unión los que, a su vez, den lugar a los duros enfrentamientos que marcarán el pulso del siglo XVII, en el cual la bandera portuguesa llegará a ondear en la plaza por veinticuatro años, desde 1644, cuando fue conquistada por don António Luiz de Menezes, el primer marqués de Marialva, hasta su devolución por el tratado de Lisboa de 1668.
En cualquier caso, como ya se ha señalado, los siglos XVI y XVII supondrán el despegue urbanístico de Valencia de Alcántara con la construcción o definición de sus principales monumentos; iglesias como Nuestra Señora de Rocamador (de estilo gótico) y conventos como el de Santa Clara verán la luz, pero también casas solariegas y fortificaciones. Todo ello configurará un recinto homogéneo del que se conservan importantes testimonios y que permanecerá más o menos invariable durante el siglo XVIII y principios del XIX, siglos en los que se mantiene la conflictividad con el reino de Portugal y en los que la plaza aparecerá en los censos como una de las más importantes de la actual provincia de Cáceres. A comienzos del siglo XVIII la villa recibe la visita de Felipe V, primer monarca borbónico, que inmerso en la Guerra de Sucesión decide hospedarse en el convento de San Francisco, hoy propiedad de los duques de la Victoria en otro ejemplo de la relevancia de Valencia de Alcántara como plaza fronteriza.

### Guerra de la Independencia
El comienzo del siglo XIX, tradicionalmente asociado a los inicios de la Edad Contemporánea, será especialmente conflictivo en el caso de Valencia de Alcántara, que se verá envuelta en dos conflictos de hondo calado, como el fugaz conflicto conocido como la guerra de las Naranjas (1801) o la Guerra de la Independencia que, en el caso de Valencia de Alcántara, comienza en fechas tan tempranas como 1811. Los rigores que estos conflictos impusieron a una población acostumbrada a vivir con las crisis de subsistencia y la escasez no esconden el dinamismo comercial de la villa asociado al tráfico fronterizo.
Cabe destacar que fue Valencia de Alcántara sede temporal de la Junta provincial de Extremadura durante la guerra, y desde la cual se mandaron los diputados a las Cortes de Cádiz. Esto se debía a la cercanía con Portugal y, por tanto, a las tropas angloportuguesas de Wellington. La localidad como tal no fue atacada, pero un amago de ataque a la población fue planteado por un destacamento francés, rechazándolo la población gracias a que la buena suerte hizo que uno de los pocos cañones que por entonces quedaba en la fortaleza hiriera a la cabeza de mando francés, por lo que se tuvieron que retirar de la población, quedando Valencia de Alcántara totalmente indemne.
En la misma Valencia de Alcántara se ejecutó por garrote vil a Benito María de Ciria, capitán del ejército español en la primera década del siglo XIX, que se había pasado al lado francés siendo ascendido a la categoría de corregidor de Almagro por José I. A este hombre se le conoció en la época como el Nerón de la Mancha por los muchos asesinatos y prendimientos que realizó a sus compatriotas, de ahí que el mismísimo general Castaños ejecutara la orden en Valencia de Alcántara.

### Época liberal

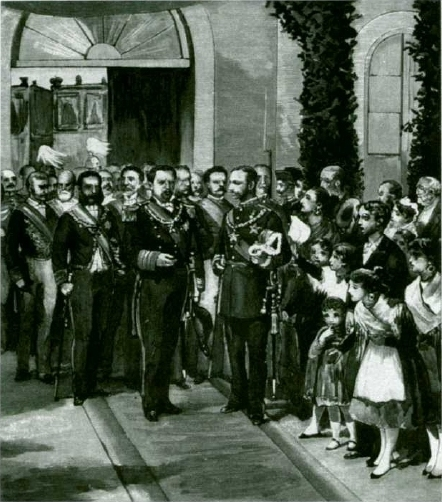
Los reyes Alfonso XII de España y Luis I de Portugal en la estación de Valencia de Alcántara inaugurando la línea de ferrocarril

Esta actividad, la del contrabando o estraperlo se convertirá en una fuente de ingresos fundamental para Valencia de Alcántara hasta la misma desaparición del control de frontera en 1992. Durante el transcurso de este siglo apellidos ilustres como Espartero o Montesino aparecen asociados a Valencia de Alcántara. Sin embargo, el acontecimiento de mayor relevancia histórica en el siglo XIX será la construcción de la línea de ferrocarril Madrid-Lisboa, ya que dicha construcción y la visita inaugural de Alfonso XII en 1881 significaban el salto definitivo de la localidad a la modernidad y la distinguía entre las poblaciones de mayor relevancia de la provincia y de la región. La creación de la estación de ferrocarril dará un gran dinamismo a la localidad, trayendo consigo decenas de puestos de trabajo directos e indirectos, hasta tal punto que, alrededor de dicha estación, se forma un verdadero núcleo urbano conocido como "La Barriada de la Estación".
La misma plaza de la localidad fue mandada empedrar por el Ayuntamiento en 1872, de lo que se encargó un arquitecto portugués después de convencer a los miembros del consistorio de que las piedras portuguesas eran mejores que las españolas. Y así se hizo, trayéndose de Portugal una ingente cantidad de piedra para tal objetivo. En la localidad existe la costumbre de señalar al visitante que en esa plaza está bajo territorio portugués.

### Franquismo y democracia
La inestabilidad del primer y segundo cuarto del siglo XX estallaría en 1936 con la Guerra Civil entre el gobierno de la Segunda República y las tropas sublevadas al mando del general Franco. Valencia de Alcántara, al igual que la provincia, se encontró desde el principio en la zona dominada por las tropas rebeldes al gobierno republicano, autodenominadas "nacionales" que, a la postre serían las vencedoras en el largo conflicto, de ahí que la población valenciana no experimentase la tragedia directa del conflicto militar, hecho que, sin embargo, no impidió una conflictividad a nivel civil motivada por la gran inestabilidad y la situación bélica.
Existe una leyenda local en relación con un centenario álamo, el famoso árbol gordo, situado en la plaza de la Constitución. Según la leyenda, todos los forasteros que pasaran por la villa habían de orinar en el árbol después de haberse tomado unas copas en los bares de la localidad. Así, estos forasteros encontraban novia en pocos días. El árbol engordó muchísimo, y se hizo muy frondoso, tanto que sus raíces levantaban el pavimento. En el año 1973, una rama se desprendió, y considerando la peligrosidad que suponía el árbol, las autoridades lo talaron. El día 23 de febrero se derribó el árbol con una gran sierra debido a sus grandes dimensiones ante una multitud de vecinos.
Con el final de la Guerra Civil el régimen franquista tomó cuerpo hasta que en 1975 la muerte del dictador pondría fin a un sistema que se sustentaba en su figura personal. Durante este largo período la población mantuvo su dinamismo asociado a la frontera y al hermetismo de un régimen que no confiaba ni siquiera en la dictadura de similares características que se había establecido en el vecino Portugal. La llegada de la democracia y especialmente la adhesión a la Comunidad Económica Europea en 1986 significó el punto de partida en las relaciones hasta entonces soterradas de dos pueblos que, solo políticamente, vivían de espaldas.
Sin embargo, la desaparición de la frontera terminó también con una estructura socioeconómica muy ligada a ella. Este declive de las actividades fronterizas intenta hoy ser suplido por una reorientación hacia el sector en la actualidad más productivo, el sector servicios. Turismo y servicios están llamados, por tanto, a ser hoy el futuro de una población históricamente apartada del desarrollo industrial.

## Demografía
Valencia de Alcántara cuenta con una población de 5196 habitantes (INE 2024).
| Gráfica de evolución demográfica de Valencia de Alcántara entre 1842 y 2021 |
| |
| Población de derecho según los censos de población del INE Población de hecho según los censos de población del INEEntre el censo de 1860 y el anterior, crece el término del municipio porque incorpora a Pino de Valencia. Entre el censo de 1857 y el anterior, disminuye el término del municipio porque independiza a Pino de Valencia. |

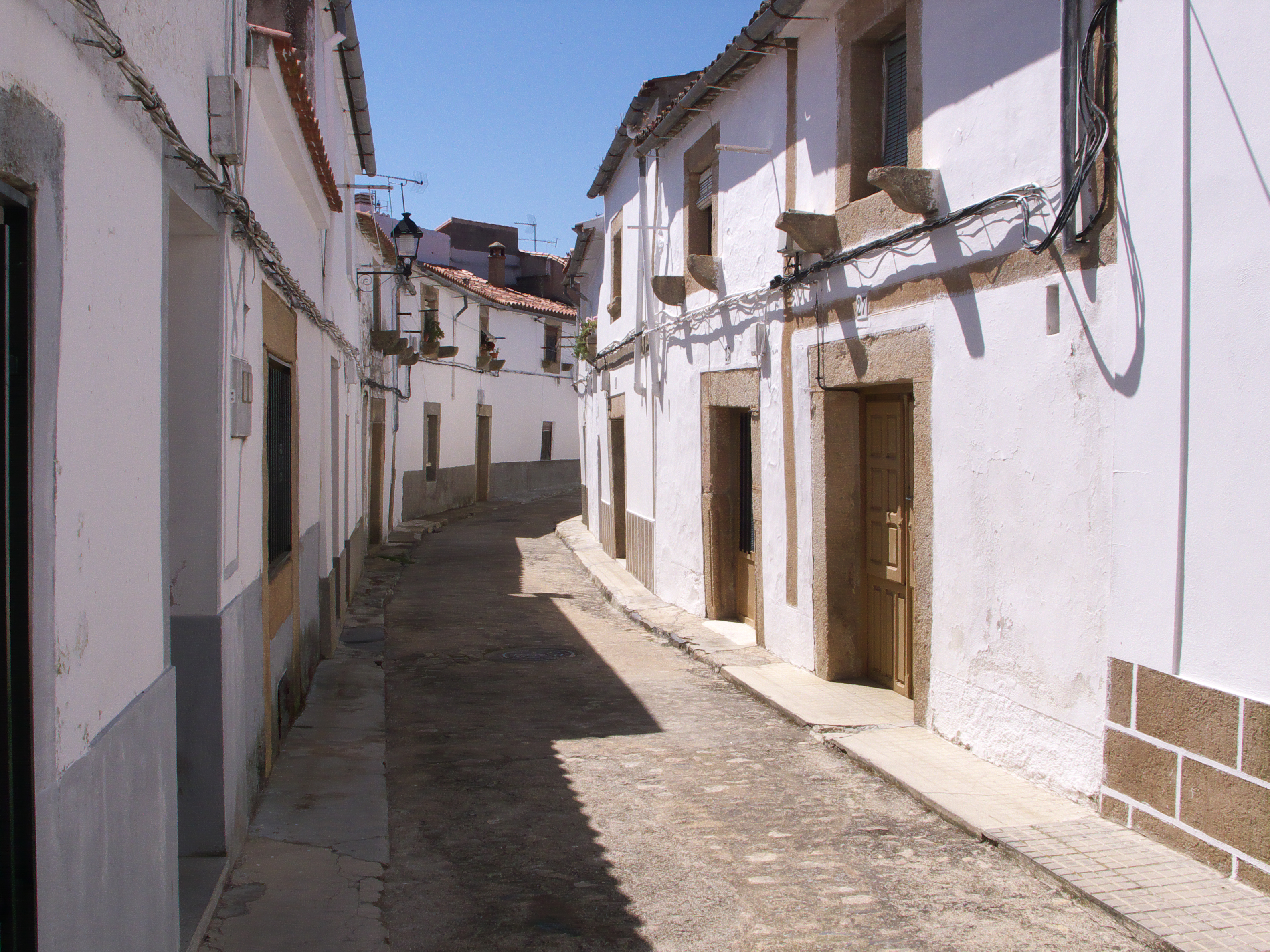
Barrio gótico de Valencia de Alcántara

La población se distribuye de la siguiente manera entre las once entidades singulares de población que el Nomenclátor del INE reconoce en el municipio:
| Entidad                             | 2002 | 2005 | 2008 | 2011 | 2014 |
| ----------------------------------- | ---- | ---- | ---- | ---- | ---- |
| Valencia de Alcántara (villa)       | 4913 | 4904 | 4920 | 4892 | 4653 |
| Valencia de Alcántara (diseminados) | 96   | 100  | 79   | 88   | 78   |
| Alcorneo                            | 73   | 66   | 67   | 55   | 42   |
| La Aceña de la Borrega              | 154  | 154  | 155  | 164  | 143  |
| Las Casiñas                         | 127  | 128  | 137  | 159  | 149  |
| Estación de ferrocarril             | 122  | 115  | 117  | 98   | 86   |
| La Fontañera                        | 111  | 118  | 132  | 151  | 131  |
| Las Huertas de Cansa                | 182  | 181  | 212  | 201  | 208  |
| Jola                                | 46   | 41   | 39   | 36   | 32   |
| Las Lanchuelas                      | 111  | 108  | 101  | 80   | 87   |
| El Pino                             | 116  | 116  | 130  | 120  | 105  |
| San Pedro de los Majarretes         | 85   | 84   | 86   | 83   | 72   |
| Total                               | 6136 | 6115 | 6175 | 6127 | 5786 |

## Administración y política

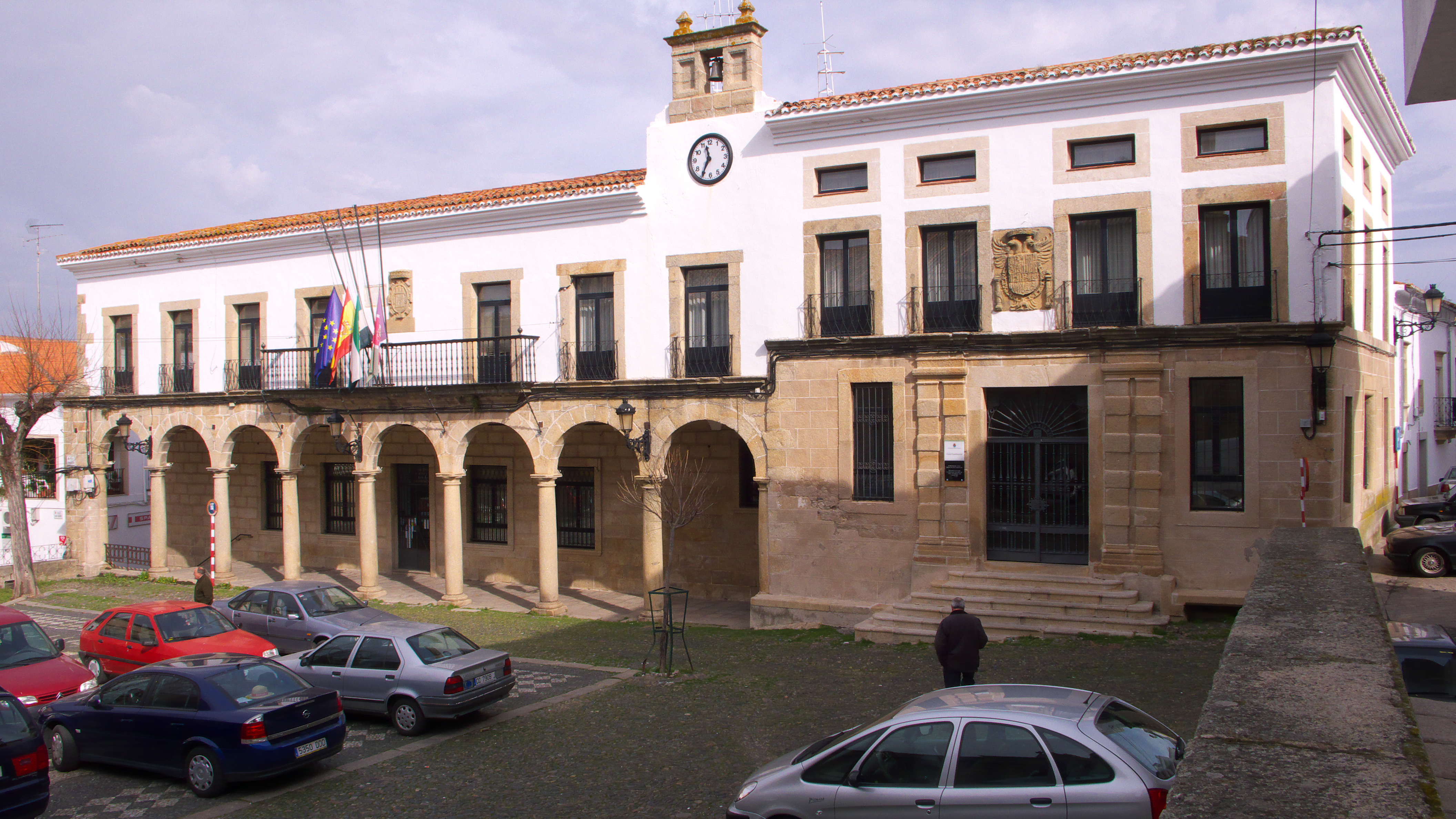
Ayuntamiento de Valencia de Alcántara

Valencia de Alcántara es la capital del partido judicial de Valencia de Alcántara y de la mancomunidad integral Sierra de San Pedro.
El municipio ha tenido los siguientes alcaldes desde 1979:
| Periodo   | Nombre                                                                                    | Partido    |
| --------- | ----------------------------------------------------------------------------------------- | ---------- |
| 1979-1983 | Antonio Duque                                                                             | UCD        |
| 1983-1987 | José Joaquín Muñoz                                                                        | EU         |
| 1987-1991 | Antonio Duque                                                                             | CDS        |
| 1991-1995 | Francisco Javier López                                                                    | PSOE       |
| 1995-1999 | Francisco Javier López                                                                    | PSOE       |
| 1999-2003 | Francisco Javier López                                                                    | PSOE       |
| 2003-2007 | José Manuel Acuña                                                                         | PSOE       |
| 2007-2011 | José Manuel Acuña (hasta diciembre de 2007) Luis Cándido Moreno (desde diciembre de 2007) | PSOE PP-EU |
| 2011-2015 | Pablo Carrilho                                                                            | PP-EU      |
| 2015-2019 | Alberto Piris                                                                             | PSOE       |
| 2019-2023 | Alberto Piris                                                                             | PSOE       |
| 2023-act. | Alberto Piris                                                                             | PSOE       |

### Organización territorial

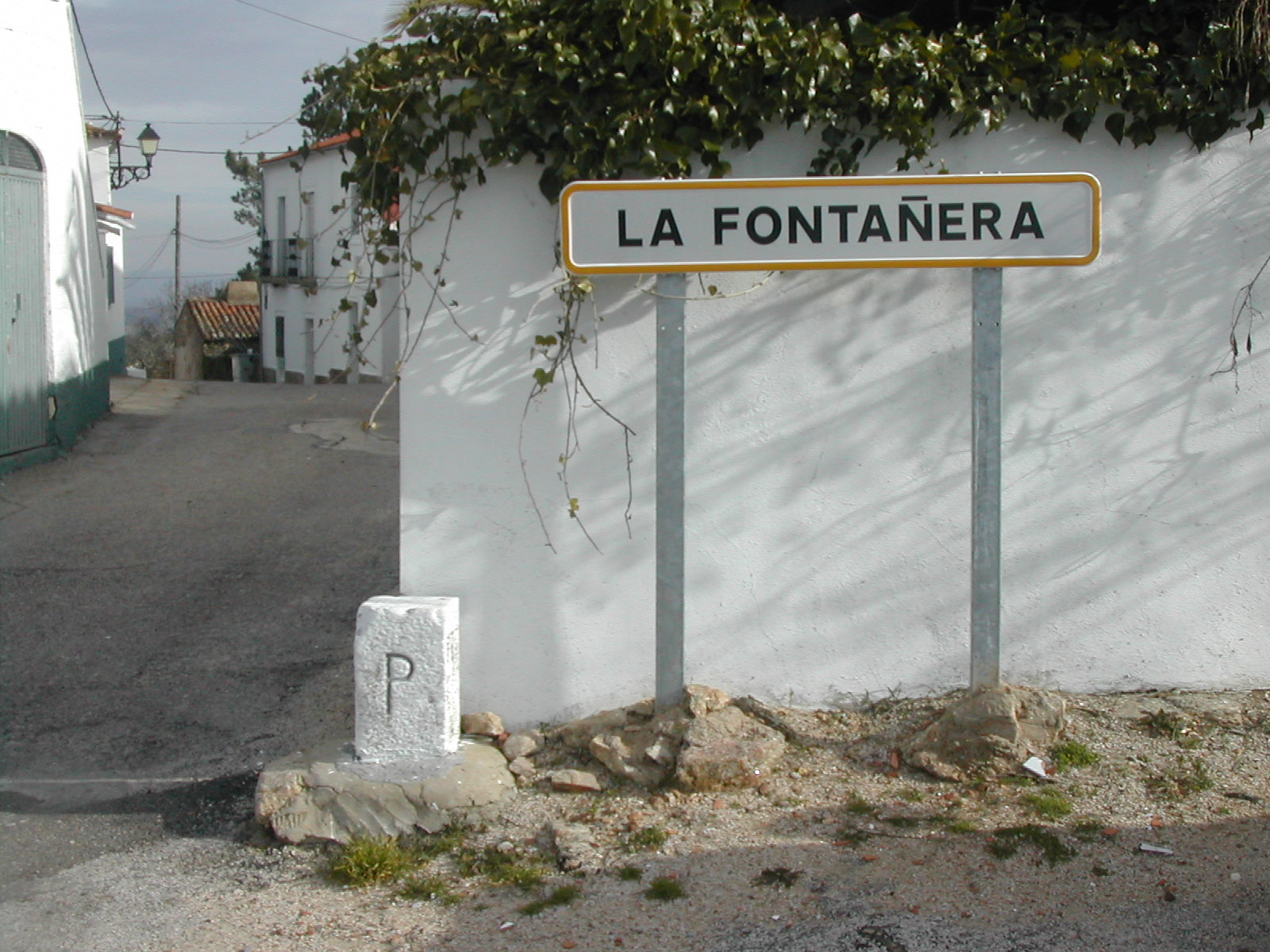
Entrada a La Fontañera desde Portugal, con el hito fronterizo

En el municipio se encuentran las siguientes pedanías, que conforman la campiña de Valencia de Alcántara:
- Alcorneo
- El Pino
- Jola
- La Aceña de la Borrega
- La Fontañera
- Las Casiñas
- Las Huertas de Cansa
- Las Lanchuelas
- San Pedro de los Majarretes

### Evolución de la deuda viva
El concepto de deuda viva contempla sólo las deudas con cajas y bancos relativas a créditos financieros, valores de renta fija y préstamos o créditos transferidos a terceros, excluyéndose, por tanto, la deuda comercial.
| Gráfica de evolución de la deuda viva del ayuntamiento entre 2008 y 2014                             |
| |
| Deuda viva del ayuntamiento en miles de Euros según datos del Ministerio de Hacienda y Ad. Públicas. |

La deuda viva municipal por habitante en 2014 ascendía a 236,51 €.

## Servicios públicos

### Educación
El municipio cuenta con su propio instituto de educación secundaria, el IES Lostau-Valverde, además de un colegio público de educación primaria, el CEIP General Navarro y Alonso de Celada, y el colegio religioso Nuestra Señora de los Remedios.

### Sanidad
El municipio de Valencia de Alcántara forma una zona de salud dentro del área de salud de la capital provincial. Debido a ello, la villa tiene un centro de salud en la calle Extremadura. En sanidad pública, el municipio cuenta con el citado centro de salud en la capital municipal y diez consultorios locales para las pedanías. En sanidad privada, en el municipio hay una clínica podológica, dos clínicas dentales, dos ópticas, un centro de audioprótesis y un centro de fisioterapia y podología. Además, en el municipio hay tres farmacias.

### Comunicaciones
Carreteras

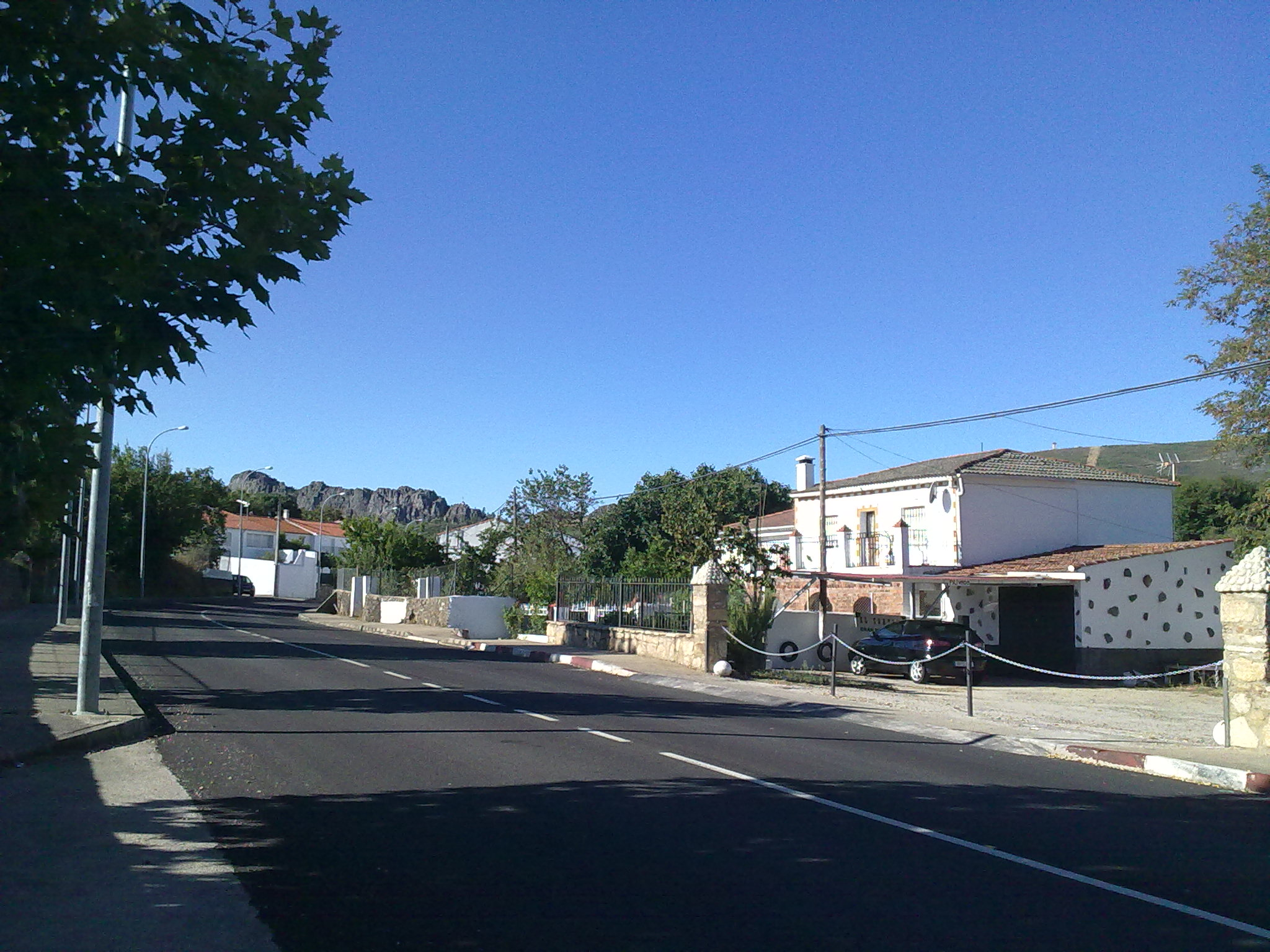
Carretera N-521 a su paso por Las Huertas de Cansa

En el polígono industrial del municipio se cruzan las carreteras N-521, que une Trujillo con la frontera portuguesa, en el distrito de Portalegre, pasando por Cáceres y Valencia de Alcántara, y la EX-110, que une Valencia de Alcántara con la EX-100 a la altura de Gévora, pasando por San Vicente de Alcántara y Alburquerque. La primera de estas carreteras atraviesa la localidad, dándosele los nombres de avenida de Lisboa, Hernan Cortés y calle Pizarro.
Por la N-521, yendo al sur, se puede acceder directamente a Las Huertas de Cansa y por carreteras secundarias a Las Casiñas y El Pino. De la urbanización Olivos, situada al suroeste de la capital municipal, sale una carretera que se bifurca para acceder a La Fontañera por un lado y a San Pedro y Las Casiñas por otro. Al sureste de la capital municipal sale una carretera de la N-521 para ir a Las Lanchuelas, Jola, La Aceña de la Borrega y Alcorneo.
Ferrocarril
Algún tiempo no se prestaban servicios de viajeros. Desde el 15 de diciembre de 2021,
hay tres idas y vueltas por semana.
Autobús
La localidad cuenta con una estación de autobuses.

## Cultura

### Patrimonio
Dólmenes

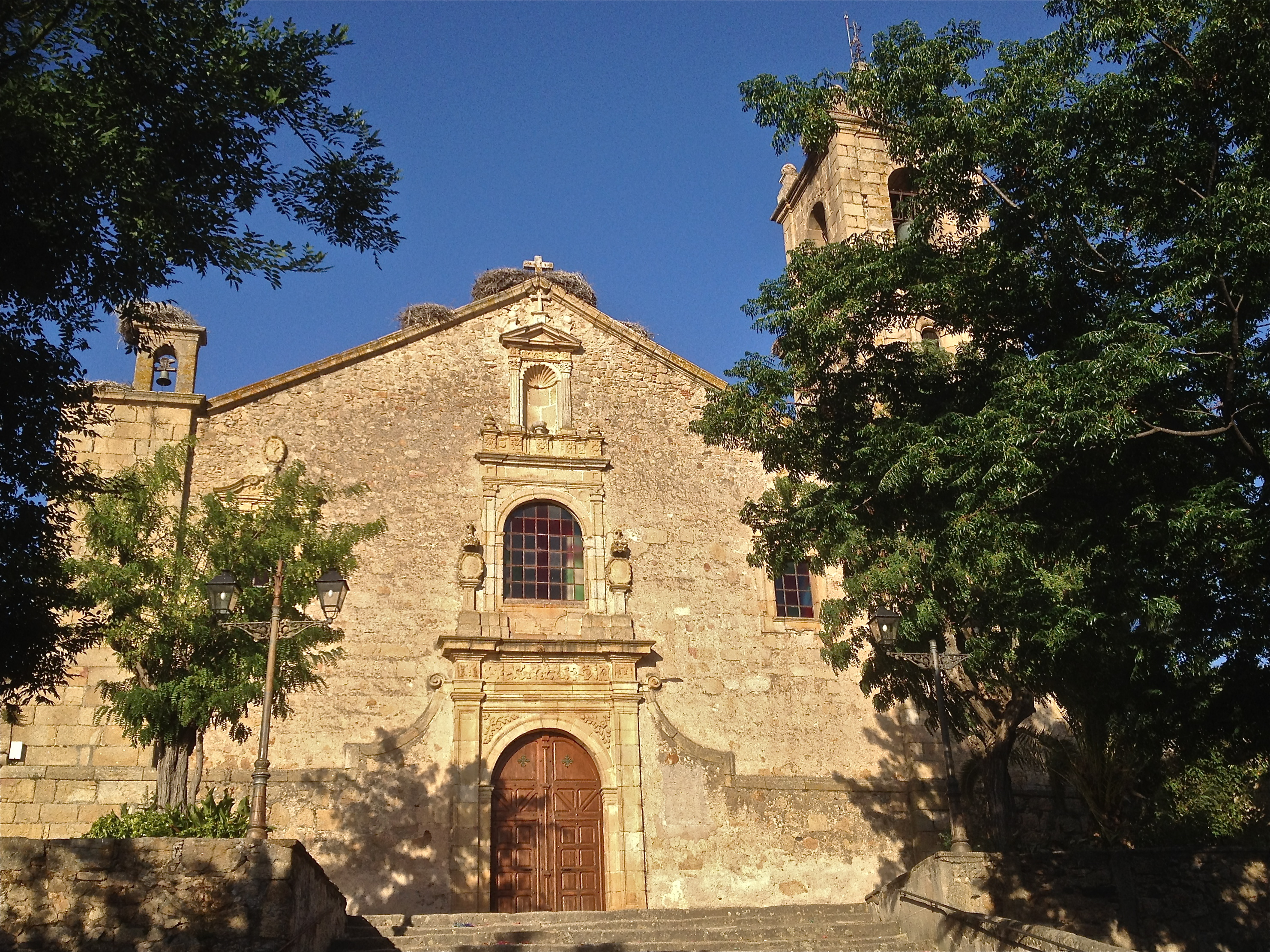
Iglesia de Rocamador

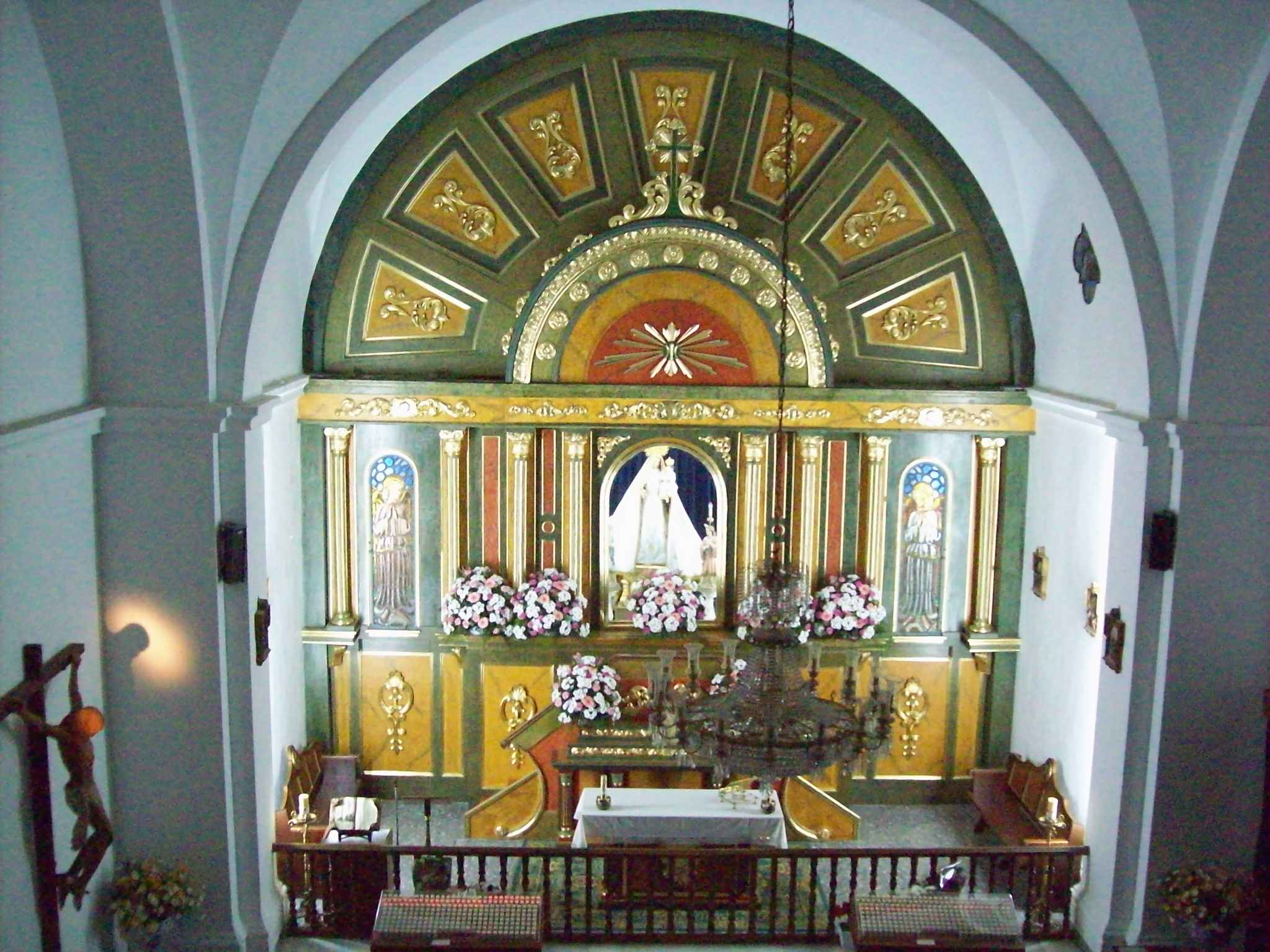
Retablo de la Virgen de los Remedios

En su término municipal se halla el foco más importante en Europa de megalitismo. Esta estructura funeraria está formada por 41 dólmenes y fue declarado Bien de Interés Cultural con categoría de zona arqueológica en 1992. Los dólmenes están repartidos en tres grupos principales. La mayoría de ellos han sido destruidos a lo largo de la historia para aprovechar sus piedras en diversas construcciones, conservándose sin embargo gran número en muy buenas condiciones. En otras ocasiones los megalitos han sobrevivido gracias a su improvisada utilización como establos por los lugareños.
Barrio Judío-Gótico
El barrio judío-gótico está declarado conjunto histórico y en él pueden verse la sinagoga de Valencia de Alcántara (siglo XIV-XV), actualmente reformada y similar a la sinagoga de Tomar (Portugal); centenares de portales ojivales; y numerosos palacios y casonas que ostentan en sus fachadas blasones de gran detalle y riqueza.
Monumentos religiosos
- Iglesia de Nuestra Señora de Rocamador (siglo XVI). Declarada Monumento histórico-artístico de interés nacional. En su interior se halla un interesante retablo barroco de José de Churriguera y una obra de Luis de Morales "El Divino", La Virgen y los Santos Juanes, de gran valor artístico.[31] Esta iglesia está construida sobre otra románica del siglo XIII, de la que se aprovecha los muros traseros, y en la que tuvo lugar en 1497 el enlace regio entre la Infanta Isabel de Aragón, una de las hijas de los Reyes Católicos, y el rey de Portugal Manuel "el Afortunado", asistiendo al compromiso la propia reina Isabel de Castilla.
- Iglesia de la Encarnación (siglo XV). Consta de tres naves en crucero con bóvedas lisas de rosca y cúpula, más dos torres y una espadaña. Destaca el retablo del Altar Mayor en el que se venera desde 1624 la imagen del Cristo de la Encarnación.
- Convento de Santa Clara (siglo XVI) Su denominación oficial es Monasterio de Monjas de Santa Ana de la Orden de Santa Clara. Cuenta con una excepcional fachada renacentista.
- Ermita de Los Remedios (siglo XVI). Hacia el año 1682 se encuentran indicios de una pequeña capilla, como muestra la inscripción situada en la puerta occidental. Junto a esta capilla, se encontraban Valbón, la Purificación y La Concepción (estas últimas hoy desaparecidas) formando parte de un conjunto de ermitas que rodeaban la antigua villa, teniendo funciones religiosas y defensivas frente a los ataques del Reino de Portugal.[32]
- Ermita de la Virgen de la Cabeza.[33]
- Ermita de Valbón.[34]

Construcciones romanas
- Puente romano "Puente de Piedra".
- Pontarrón de los Garabíos.[35]
- Fuente romana "Monroy".
- Acueducto que tuvo 17 arcos.

Otros lugares
- Castillo Fortaleza: oficialmente datado en el siglo XIII, aunque posiblemente sea originario de época musulmana atestiguado por los restos de una posible torre albarrana y una construcción que conformaría el aljibe.
- Fuente de mármol de la plaza de Gregorio Bravo, construida con mármol de Carrara donado por el marqués de Labrador a su villa natal.
- Noventa y tres escudos nobiliarios en las fachadas de las casas solariegas.
- Casa consistorial.
- Palacio del Gobernador.

### Eventos culturales
- Jornadas Medievales "Boda Regia": Primer fin de semana de agosto. En estas jornadas se celebra y representa la boda entre la infanta Isabel, hija de los Reyes Católicos, y el Rey de Portugal don Manuel "El Afortunado". En ellas participa todo el pueblo, creándose un mercado medieval, diversos actos lúdicos y conciertos.[36]
- Festival de música RutaRock: Se celebra el tercer fin de semana de julio y tiene 2 días de concierto y uno cultural en los que tocan diversos grupos de la zona.[37]

### Festividades

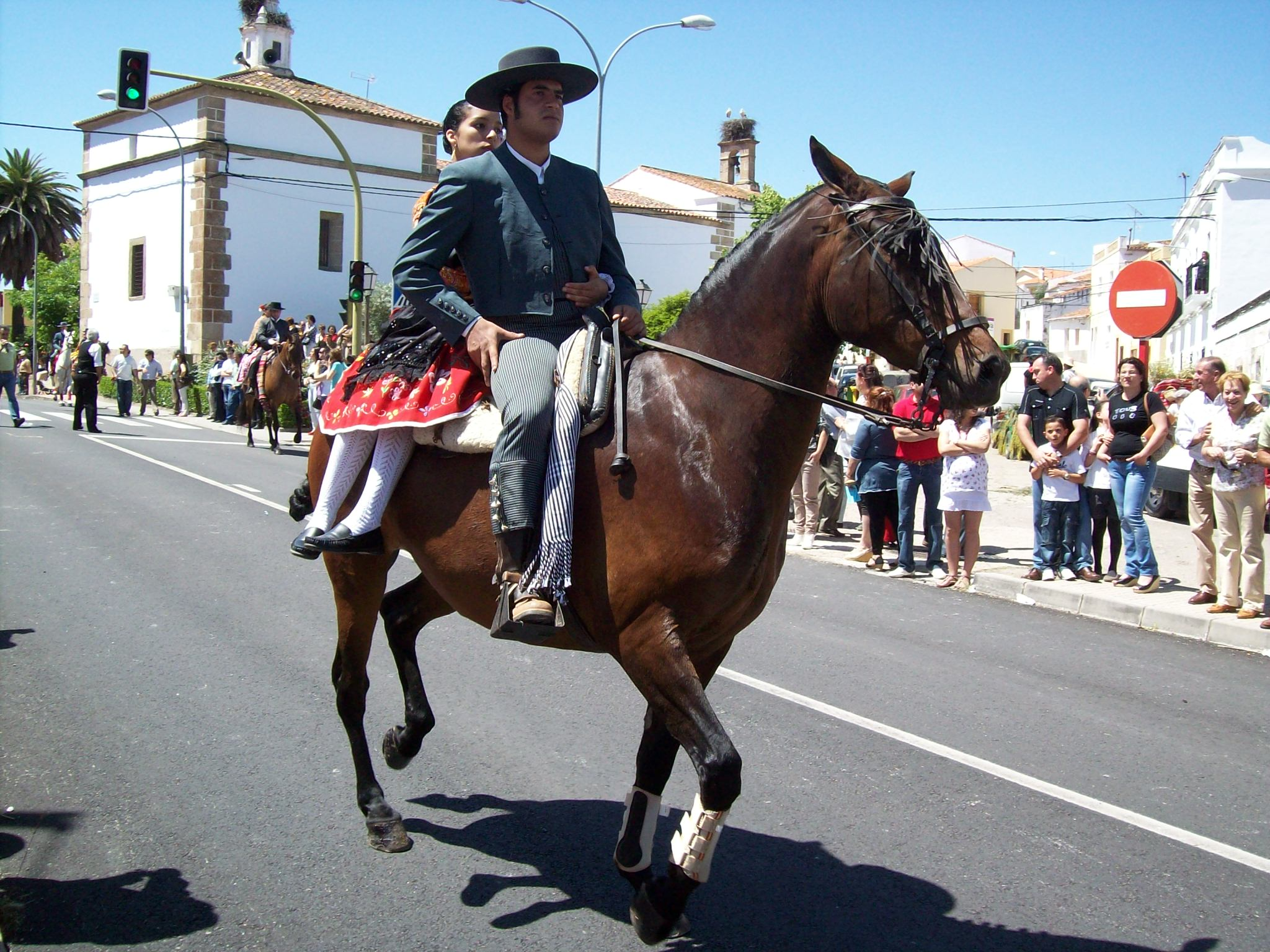
Caballo en la romería del 15 de mayo

Plaza de toros de Valencia de Alcántara

En Valencia de Alcántara se celebran las siguientes festividades:
- Navidad: 22 de diciembre: Muestra de Villancicos populares. 5 de enero: Belén Viviente en la plaza de la Constitución y Cabalgata de Reyes por las calles de la Villa. 6 de enero: Visita de los Reyes Magos a los niños de la Campiña.
- Carnaval: Sábado de Carnaval: Concurso de Murgas y Baile de Carnaval. Domingo Gordo: Desfile de Carnaval y Concurso de Disfraces. Martes de Carnaval: Entierro de la Sardina. Domingo de Piñata: Baile infantil de disfraces.
- Semana Santa: Domingo de Ramos: Bendición de Ramos y procesión. Miércoles Santo: procesión del Silencio. Jueves Santo: procesión del Encuentro. Viernes Santo: procesión del Santo Entierro y de la Soledad. Durante toda la semana se celebran diversos actos religiosos y culturales. Cabe destacar la gran belleza de la Semana Santa valenciana, con unas imágenes de gran calidad que se pueden observar en las distintas procesiones.
- Festividad de los Mayos: 1 de mayo. Muestra por las calles de la localidad de escenas compuestas por tradiciones muñecos de trapo adornados con artesanía típica, acompañados de pancartas con críticas de la actualidad. Concurso de "Mayos" organizado por el Ayuntamiento.
- Día de la Cruz de Mayo: 3 de mayo. Muestra por las calles de la localidad de escenas compuestas por cruces realizadas con flores del entorno, acompañadas de utensilios y telas tradicionales. casetas de asociaciones, bailes tradicionales y verbena en la plaza.
- Romería de San Isidro Labrador: 15 de mayo: misa extremeña en el parque de España. Romería por las calles de la Villa con caballerías enjaezadas y carrozas engalanadas con productos tradicionales. Festejos Taurinos
- Ofrenda floral a la Virgen de los Remedios: 31 de mayo. Ofrenda de flores en la escalinata de la ermita, con misa y posterior procesión de la Virgen de los Remedios por los alrededores de la ermita.
- Ferias y fiestas de San Bartolomé: diversas actividades lúdicas y culturales durante el mes de agosto. 23 de agosto: pregón y proclamación de la reina de las fiestas. 24 de agosto: misa y procesión en honor al patrón San Bartolomé. Durante las fiestas: casetas, actos culturales, atracciones, verbenas y festejos taurinos.
- Romería de la Virgen de los Remedios: primer domingo de septiembre. Romería popular a la ermita, puestos y casetas por los alrededores, tradicional subasta Popular, y bajada de la Virgen de los Remedios desde la ermita hasta la iglesia de Rocamador. Durante la semana se celebra un septenario en su honor. El segundo domingo de septiembre, la Virgen vuelve a la ermita.
- Fiestas en la Campiña: En todos los caseríos se celebran festejos en honor a sus respectivos patrones, así como fiestas de temporada como el Magosto o la Fiesta del Veraneante. Destacan las Romerías en honor a San Pedro de Alcántara y a la Virgen de la Cabeza.

### Gastronomía
Platos más típicos platos de la zona:
- Migas con adimentos: pan picado, aceite, pimiento rojo en rama, ajos y sal. Se toman con chorizo o torreznos fritos.
- Gazpacho: ajo, pimiento rojo en rama, poleo, vinagre, aceite, pan sal y huevos cocidos troceados.
- Chanfaina: vísceras de cabrito o cordero (tripas, corazón, riñones, hígado), sangre, cebolla, laurel, pimiento rojo en rama, ajo, sal, pimiento molido, aceite de oliva, patatas cocidas y huevos cocidos.
- Frite de cordero o cabrito: aceite de oliva, pimentón en rama y molido, ajo, laurel, sal, hígado y carne.
- Fritos borrachos: vino, aceite de oliva y harina.
- Papas temblonas: plato propio de las matanzas caseras. Manteca de cerdo derretida, harina, azúcar, cáscara de limón y canela.
- Roscas fritas y fritos de boda: huevos, harina, anís en grano y líquido y levadura. Se fríe la masa en aceite de oliva.
- Tortas de chicharrones: manteca de cerdo, harina, anís en grano y aguardiente.
- Quesos: de oveja, cabra y mezcla de vaca.
- Cocido: garbanzos, patatas, repollo, chorizo, lacón, carne de vacuno y tocino.
- Buche: embutido formado por costillas de cerdo, rabo, maxilares, oreja y hueso con carne. Se toma con arroz, coles y chacina.
- Bollos de Pascua: harina, levadura, azúcar, huevos, anís, canela, cáscara de naranja y aguardiente. Se cuece en horno de leña.
- Sesá: sesos de cordero, cerdo o cabrito, pimiento seco, ajo, cebolla, migas de pan y huevo,
- Aguao: cebolla, agua, sal, una pizca de aceite y vinagre, todo junto en un cuenco. Es un estilo al gazpacho, antiguo plato de pobres para acompañar una sopa de tomates o de patatas.

### Medios de comunicación
Prensa escrita
Desde el año 1983, Valencia de Alcántara dispone de la revista mensual Valbón, editada por el Grupo Literario Valbón y que llega a suscriptores de toda España. Gracias a esta revista muchas personas nacidas en Valencia de Alcántara y que residen fuera del pueblo, pueden estar informados de la actualidad del pueblo. Actualmente está dirigida por Francisco Sánchez Otón.
Radio
En Valencia de Alcántara hay una emisora de Onda Cero, que emite en el 99.8 FM.
Televisión
Valencia de Alcántara cuenta con sus propios repetidores de televisión, aunque desde algunas partes del municipio se recibe la señal de TDT del repetidor de Montánchez. La villa es formalmente sede de una de las ocho demarcaciones de televisión local de la provincia, cuyo ámbito directo se extiende a San Vicente de Alcántara, pero en la práctica carece de televisión propia.

### Deporte
El municipio cuenta con un equipo de fútbol que juega en el Grupo I de primera regional y con un remodelado campo de césped artificial. El club de atletismo de Valencia de Alcántara ha formado corredores locales como Manuel Núñez, Javier Alves o Carlos Gazapo.